# Großer Sonnstein
Großer Sonnstein är ett berg i Österrike.   Det ligger i distriktet Gmunden och förbundslandet Oberösterreich, i den centrala delen av landet, 200 km väster om huvudstaden Wien. Toppen på Großer Sonnstein är 1 037 meter över havet, eller 91 meter över den omgivande terrängen. Bredden vid basen är 0,39 km.
Terrängen runt Großer Sonnstein är varierad. Närmaste större samhälle är Ebensee, 1,9 km söder om Großer Sonnstein. 
I omgivningarna runt Großer Sonnstein växer i huvudsak blandskog. Runt Großer Sonnstein är det ganska tätbefolkat, med 58 invånare per kvadratkilometer.